# الترشيح الأسترالي لكأس العالم 2022
الترشيح الأسترالي لكأس العالم 2022 هو العرض الرسمي الذي قدمه اتحاد أستراليا لكرة القدم لاستضافة كأس العالم 2022. غير أنه لم ينجح حيث أعلن الاتحاد الدولي لكرة القدم في 2 ديسمبر 2010 أن الحدث سيعقد في دولة قطر. كما قدمت أستراليا عرضًا لاستضافة كأس العالم 2018، لكنها سحبته في 10 يونيو 2010. ويعتبر نهائيا كأس العالم 2018 و2022 النسختين 21 و22 من كأس العالم. بدأت إجراءات تقديم الترشيحات لاستضافة كأس العالم 2018 و2022 في يناير 2009، وكان أمام الاتحادات الوطنية حتى 2 من فبراير 2009 لتسجيل اهتمامها. وقدم العرض الأسترالي كل من فرانك لوي وبن باكلي وكوينتين برايس وإيلي ماكفيرسون.

## البرنامج
| تاريخ            | ملحوظات                                                              |
| ---------------- | -------------------------------------------------------------------- |
| 15 يناير 2009    | تقديم الطلب رسميًا                                                    |
| 2 فبراير 2009    | الموعد النهائي لتقديم العرض                                          |
| 16 مارس 2009     | الموعد النهائي لتقديم استمارات تسجيل العروض المكتملة                 |
| 14 مايو 2010     | الموعد النهائي لتقديم التفاصيل الكاملة للعرض                         |
| 26-29 يوليو 2010 | لجنة التفتيش تزور أستراليا                                           |
| 2 ديسمبر 2010    | يمنح الفيفا روسيا حق استضافة كأس العالم 2018، وقطر لكأس العالم 2022. |

بعد عقود من افتراض تقديم أستراليا أوراق اعتمادها لاستضافة كأس العالم، رحبت حكومة هوارد بالتحقيقات المبدئية في جدوى استضافة البطولة في وقت مبكر من عام 2002. حيث استهدف اتحاد أستراليا لكرة القدم في ذلك الوقت تقديم الترشيحات لنسخة 2014 من البطولة. وبعد إدراك أن دولة البرازيل كانت مرشحة بشكل كبير للحصول على حقوق الاستضافة (وهو ما تم في عام 2007)، ركز اتحاد كرة القدم الأسترالي على تقديم ترشيح رسمي لكأس العالم 2018، وأعلن عن نيته القيام بذلك في نوفمبر 2007. وبعد إعلان الفيفا في ديسمبر/كانون الأول 2008 عن فتح باب الترشيحات لكأس العالم 2018 و2022، سجلت أستراليا نيتها لتقديم ترشيحها لكأس العالم لكرة القدم 2022 في فبراير 2009. وتم إطلاق الترشيح رسميًا في 14 يونيو 2009 في مبنى البرلمان في كانبيرا.

## التصويت النهائي
| الدولة           | 100 صوت       | 100 صوت        | 100 صوت        | 100 صوت        |
| الدولة           | الجولة الأولى | الجولة الثانية | الجولة الثالثة | الجولة الرابعة |
| ---------------- | ------------- | -------------- | -------------- | -------------- |
| قطر              | 11            | 10             | 11             | 14             |
| الولايات المتحدة | 3             | 5              | 6              | 8              |
| كوريا الجنوبية   | 4             | 5              | 5              | 0              |
| اليابان          | 3             | 2              | 0              | 0              |
| أستراليا         | 1             | 0              | 0              | 0              |
| مجموع الأصوات    | 22            | 22             | 22             | 22             |

## الملاعب

### أماكن الترشيحات المقدمة
فيما يلي 12 ملعبًا تم تقديمها إلى فيفا في 14 مايو 2010 كجزء من الترشيح الأسترالي لاستضافة كأس العالم لكرة القدم 2022:
| استاد (اسم الترشيح الرسمي)      | صورة | المدينة المضيفة | الولاية          | السعة الحالية | ملاحظات وخطط إعادة التطوير | الحالة                    |
| ------------------------------- | ---- | --------------- | ---------------- | ------------- | --- | ------------------------- |
| ملعب ملبورن للكريكيت            |      | ملبورن          | فكتوريا          | 100,024       | نظرًا لجودة الملعب وسعته، فهو بالفعل ضمن معايير الفيفا، وتم اقترحه لاستضافة المباراة الافتتاحية للبطولة، بالإضافة إلى دور المجموعات ودور الـ16 والربع النهائي ونصف النهائي والنهائي. | الملعب موجودة حاليا وجاهز |
| ملعب أستراليا                   |      | سيدني           | نيوساوث ويلز     | 84,000        | بعد أن كان محور دورة الألعاب الأولمبية في سيدني 2000، وكذلك المباراة النهائية لكأس آسيا 2015، أصبح هذا الملعب الحالي بالفعل في شكل معايير فيفا لاستضافة مباريات البطولة. ويقترح عرض أستراليا أن يستضيف الملعب المباراة النهائية، بالإضافة إلى دور المجموعات، دور الـ 16، مباريات ربع النهائي ونصف النهائي.                                                                            | الملعب موجودة حاليا وجاهز |
| استاد برث                       |      | برث             | أستراليا الغربية | 60,000        | الملعب الجديد المبني على شبه جزيرة بورسوود هو ملعب ليحل محل ملعب سفياكو أوفال وملعب واكا. ويمكن ترقية الملعب إلى 70000 مقعد. | ملعب جديد                 |
| أديلايد أوفال                   |      | أديلايد         | أستراليا الشرقية | 53,583        | استبدلت الترقيات التي اكتملت في عام 2010 الجناح الغربي. بالنسبة للبطولة، سيتسع الملعب لـ 48000 مقعد لاستضافة مباريات مرحلة المجموعات، دور الـ16، ومباريات ربع النهائي (أو المركز الثالث). تم الانتهاء من تطوير المزيد من المدرجات الشرقية والجنوبية في عام 2014 بغض النظر عن فشل الترشيحات. السعة الإجمالية بعد إعادة التطوير هي 53،583 مع 50،083 مقعدًا ومساحة للوقوف لـ 3500 إضافية. | الملعب موجودة حاليا وجاهز |
| لانغ بارك                       |      | بريزبان         | كوينزلاند        | 52,500        | نظرًا لكونه أفضل ملعب رياضي مستطيل الشكل في أستراليا، فإن ملعب بريزبان مقبول بالفعل وفقًا لمعايير فيفا للبطولة. مراحل المجموعات المقترحة، دور الـ16، ومباريات ربع النهائي / المركز الثالث ستجد مكانًا لها هنا. | الملعب موجودة حاليا وجاهز |
| ملعب سيدني لكرة القدم           |      | سيدني           | نيوساوث ويلز     | 45,500        | كانت هناك حاجة إلى ترقيات طفيفة فقط لملعب سيدني لكرة القدم لتلبية معايير فيفا للبطولة. تم اقتراح مباريات دور المجموعات ودور الـ16 وربع النهائي على الملعب. | تحسينات طفيفة             |
| مركز نيوكاسل الدولي الرياضي     |      | نيوكاسل         | نيوساوث ويلز     | 33,000        | المدرج الجديد قيد الإنشاء حاليًا وتم رفع سعته إلى 33000 في عام 2011. وسيؤدي التوسيع الإضافي للبطولة إلى رفع الطاقة الاستيعابية إلى 42000. الملعب وجهة محتملة لدور الـ16 ومباريات ربع النهائي بالإضافة إلى مباريات دور المجموعات. | تحسينات كبيرة             |
| مجمع ويلوز الرياضي              |      | تاونسفيل        | كوينزلاند        | 26,500        | التحسينات الرئيسية للملعب سترفع سعته إلى 40.000 متفرج. تشمل مباريات البطولة المحتملة دور المجموعات ودور الستة عشر وربع النهائي. | تحسينات كبيرة             |
| ملعب كانبرا                     |      | كانبرا          | إقليم العاصمة    | 25,011        | سيتم بناء ملعب حديث بسعة 40000 مقعد إلى جانب الاستاد الحالي. تشمل المباريات المحتملة خلال البطولة دور المجموعات ودور الـ16 ومباريات ربع النهائي. | ملعب جديد                 |
| ملعب كارارا                     |      | غولد كوست       | كوينزلاند        | 25,000        | تمت ترقية الملعب إلى سعة 40 ألف مقعد. تم الانتهاء من إعادة التطوير في عام 2011 لتصبح ميزة رئيسية لعرض ألعاب الكومنولث لعام 2018. تم التخطيط لمباريات دور المجموعات ودور الستة عشر والربع النهائي على ملعب جولد كوست. | تحسينات كبيرة             |
| بلاكتاون إنترناشونال سبورتسبارك |      | بلاك تاون       | نيوساوث ويلز     | 41,000        | ملعب جديد بسعة 41000 مقعد يقع في ضاحية بلاكتاون الغربية بسيدني. يقع الاستاد في حديقة بلاكتاون الأولمبية، التي تم إنشاؤها لدورة الألعاب الأولمبية في سيدني عام 2000 لاستضافة أحداث الكرة اللينة والبيسبول. تم اقتراح ملعب بلاكتاون لاستضافة مرحلة المجموعات، الجولة 16، ومباريات ربع النهائي في الترشيح المقدم.                                                                        | ملعب جديد                 |
| ملعب كاردينيا بارك              |      | غيلونغ          | فكتوريا          | 35,000        | كان يخطط لزيادة سعة الملعب إلى 44000 للبطولة. يجري حاليا بناء مدرجات متعددة المستويات الشرقية والجنوبية الغربية. وهو مقترح لاستضافة دور المجموعات ودور الـ16 ومباريات ربع النهائي. | تحسينات كبيرة             |

### الترشيحات المرفوضة
فيما يلي قائمة بالملاعب التي تم النظر فيها كجزء من ترشيح الاتحاد لكرة القدم لاستضافة كأس العالم لكرة القدم 2022، ولكن لم يتم قبولها:
| ملعب                | صورة                      | المدينة المضيفة | حالة             | القدرة الحالية | ملاحظات | أبعاد الملعب الحالية غير المتوافقة مع فيفا |
| ------------------- | ------------------------- | --------------- | ---------------- | -------------- | --- | ------------------------------------------ |
| ملعب دوكلاندز       |                           | ملبورن          | فكتوريا          | 53359          | ملعب قابل لإعادة البناء. تم استبعاده- انظر أدناه: مشكلات الأرضية | 170 م (طول)                                |
| ملعب الواكا         |                           | بيرث            | أستراليا الغربية | 24500          | |                                            |
| ملعب ولونغونغ       |                           | ولونغونغ        | نيوساوث ويلز     | 20000          | تم إعادة تطوير المدرج الغربي من عام 2010 لزيادة السعة إلى 23،750. بسبب الطريق على الجانب الغربي والشاطئ على الجانب الشرقي من الاستاد، لا يمكن تحديث الملعب الحالي، ولكن تم اقتراح موقع جديد لملعب جديد. |                                            |
| ملعب فوتبول بارك    | AAMI Stadium Round 1 2007 | اديلايد         | أستراليا الشرقية | 51240          | ملعب بيضاوي الشكل به منطقة جلوس رئيسية ضحلة جدًا وبعيدة عن ملعب كرة قدم مقترح. حلت محلها أديلايد أوفال التي أعيد تطويرها حديثًا.                                                                          | 177 × 145 م                                |
| ملعب سيدني للكريكيت |                           | سيدني           | نيوساوث ويلز     | 48000          | | 153 × 137 م                                |
| الجابا              |                           | بريسبان         | كوينزلاند        | 42000          | | 171 × 150 م                                |

## مشكلات الأرضية
من بين الملاعب الأسترالية التي تفي بالمعايير الخاصة بالفيفا، لا توجد ملاعب أساسية لكرة القدم تابعة للاتحاد. حيث أن أغلب الملاعب خاصة برياضة الكريكيت وكرة القدم الأسترالية وملاعب الرغبي. كما أن الوقت المقترح لاستضافة مباريات كأس العالم خلال فصل الصيف، يصادف الفترة التي تكون فيها هذه المرافق في الموسم العادي مستخدمة في إطار القواعد الأسترالية لكرة القدم وقواعد الرغبي. وقد لاحظ لاعب منتخب إنجلترا السابق، بيتر ويث الذي يعيش حاليا في أستراليا، أن "... هناك بعض الملاعب الرائعة في أستراليا ولكن الكثير منها عبارة عن ساحات للقواعد الأسترالية. وهذا ليس رائعا بالنسبة للكرة المستديرة."
وكانت الحاجة لاستخدام جميع الملاعب لمباريات كأس العالم فقط قبل وأثناء كأس العالم قد سببت جدلاً مع الدوري الأسترالي لكرة القدم، ودوري الرغبي الوطني، حيث هناك من اعتبر أن فقدان الوصول إلى جميع الملاعب الرئيسية خلال ثمانية أسابيع ستؤثر بشدة على المواسم الرياضية وقد تؤثر على قابلية الأنديتهم للاستمرار. وصرح المسؤولين عن دوري كرة القدم الأسترالية بأنهم لن يتخلو عن ملعب دوكلاندز في ملبورن، واستبعدت إدارة استاد دوكلاندز (الذي يضم اتحاد كرة القدم الأسترالية كجزء من مالكي الملعب) استخدام الملعب في الترشيح. ويظل استخدام هذه الأماكن المشتركة هو الخيار الوحيد للترشيح، مع عدم استعداد السلطات الأسترالية لاستثمار مبالغ ضخمة من الأموال في ملاعب جديدة لكرة القدم التابعة لاتحاد كرة القدم. تم اقتراح تطوير ملعب كاردينا بارك (ستاد سكيلد) في غولونغ ليحل محل خسارة ستاد دوكلاند في ترشيح فيفا. وبعد كأس العالم، وتم التخطيط لإعادة تشكيل الملعب إلى شكل بيضاوي أكبر لاستخدامه في دوري كرة القدم الأسترالية. ورجح البعض أن تصل مطالبات التعويض عن المواسم المعطلة في القوانين المحلية إلى عدة مئات الملايين من الدولارات. كما توقع قيام دوري كرة القدم الأسترالية ودوري الرغبي الوطني وربما أيضًا اتحاد الرغبي الأسترالي (ARU) بالضغط من أجل الحصول على أموال إضافية من الحكومة. وكانت الدوريات الأسترالية واتحاد كرة القدم الأسترالية أعلنت أنها وقعت مذكرة تفاهم في 9 مايو 2010 مع الحكومة الأسترالية، لضمان استمرار مواسمها في حالة نجاح الترشيح، مع احتمالية منح تعويضات عن الاضطرابات التي سيسببها استضافة كأس العالم.
يمثل الجدول مواسم كرة القدم الأسترالية وهي كما يلي:
- تشير " Q " إلى تصفيات ما قبل المنافسة
- " S " تدل على بداية الموسم العادي.
- تشير " P " إلى مراحل التصفيات / ما بعد الموسم / خروج المغلوب.
- تشير " F " إلى النهائيات.

| الدوري                          | رياضة                      | بلدان                               | يناير | فبراير | مارس | أبريل | مايو | يونيو | يوليو | أغسطس | سبتمبر | أكتوبر | نوفمبر | ديسمبر |
| ------------------------------- | -------------------------- | ----------------------------------- | ----- | ------ | ---- | ----- | ---- | ----- | ----- | ----- | ------ | ------ | ------ | ------ |
| الدوري الأسترالي لكرة القدم     | اتحاد كرة القدم            | أستراليا · نيوزيلندا                |       |        | P    | F     |      |       |       |       | S      |        |        |        |
| دوري كرة القدم الأسترالية (AFL) | قواعد كرة القدم الأسترالية | أستراليا                            |       |        | S    |       |      |       |       |       | P F    |        |        |        |
| دوري الرغبي الوطني (NRL)        | دوري الرغبي                | أستراليا · نيوزيلندا                |       |        | S    |       |      |       |       |       | P      | F      |        |        |
| سوبر رغبي                       | اتحاد الرغبي               | أستراليا · نيوزيلندا · جنوب إفريقيا |       | S      |      |       |      | P     | P F   |       |        |        |        |        |

## التكاليف والفوائد
تساءلت وسائل الإعلام الأسترالية عن القيود والامتيازات التي سيطالب بها الفيفا المدن المضيفة على حساب دافعي الضرائب، بالإضافة إلى الحاجة إلى بناء وتحسين الكثير من الملاعب أو ما إذا كانت "الأحداث الضخمة" مثل كأس العالم فعالة من حيث التكلفة. وقد جادل الاتحاد بأن هذه التكاليف مبالغ فيها. وصنف تقرير أعده مستشارو ماكنزي نيابة عن فيفا كأس العالم الأسترالية على أنها الأسوأ من حيث الإيرادات. تم تصنيف الولايات المتحدة بنسبة 100٪ واليابان 73٪ وكوريا الجنوبية 71٪ وقطر 70٪ وأستراليا 68٪.
كما زعمت دراسة أجرتها شركة الأبحاث العالمية "إي بي إس وورلد" (بالإنجليزية: IBISWorld) أن كأس العالم 2022 سيدر فوائد مالية قيمتها 35.5 دولارًا مليار دولار للاقتصاد الأسترالي وهو ما سيشكل أربعة أضعاف المبالغ المتحصلة من أولمبياد سيدني 2000.

### الدعم الحكومي
تلقى ترشيح أستراليا دعمًا حكوميًا منذ مراحله المبكرة، حيث أعلن رئيس الوزراء السابق جون هوارد عن دعم الحكومة الفيدرالية وحكومة الولاية/الإقليم قبل إعلان اتحاد أستراليا لكرة القدم عن نيته تقديم الترشيح. وأعلن رئيس مجلس إدارة العرض فرانك لوي عند إطلاق الترشيح أن لديه التزامًا شخصيًا من رئيس الوزراء الأسترالي آنذاك، كيفين رود، الذي أعلن دعم الحكومة الفيدرالية للترشيح في فبراير 2008.
في ديسمبر 2008، أعلنت الوزيرة الفيدرالية للرياضة كيت إليس أن الحكومة الفيدرالية ستمنح اتحاد كرة القدم الأسترالي 45.6 دولارًا مليون لتمويل استعداداته لاستضافة كأس العالم. كما أكد زعيم المعارضة مالكولم تورنبول دعم المعارضة للترشيح في 11 ديسمبر 2008، ومرة أخرى في الإطلاق الرسمي للترشيح في يونيو 2009. والتقى رود مع سيب بلاتر لمناقشة دعم الحكومة الفيدرالية للعرض في زيورخ في يوليو 2009.
في 23 ديسمبر 2009، ومع انتشار مخاوف بشأن تكاليف وآثار الترشيح على الرياضات الأخرى، أنشأت الحكومة الفيدرالية فريق عمل لتولي الكثير من الاتصالات التي يفتقر إليها الترشيح في أستراليا. حيث عمل الفريق على التفاوض مع الحكومات فيما يتعلق بالمسؤولية عن تحسينات الملاعب والمنشآت الجديدة والضمانات المالية. كما ستنظم وتوضح ترتيبات مشاكل الأرضيات وتقاسمها مع الرياضات الأخرى والتعويض المحتمل عن خسارة الملاعب.

### موقع الترشيح
تم إطلاق موقع الترشيح في أستراليا في 14 يونيو 2009 ويحتوي على معلومات الترشيح بالإضافة إلى كونه منصة وسائط اجتماعية حيث يمكن للمستخدمين مشاركة المحتوى والتواصل مع بعضهم البعض.
في حفل الإطلاق، قال رئيس الاتحاد الدولي لكرة القدم فرانك لوي إيه سي إن شعب أستراليا هو "سلاحها السري" للمنافسة على استضافة نهائيات كأس العالم لكرة القدم 2018 أو 2022 وشجع الجمهور على الانضمام إلى موقع التواصل الاجتماعي على شبكة الإنترنت الخاص بالاتحاد. كانت الحملة العامة هي أول محاولة لحدث كبير مدفوعًا بالكامل تقريبًا بوسائل التواصل الاجتماعي. انضمت الممثلة نيكول كيدمان والممثل هيو جاكمان وعارضة الأزياء إيل ماكفيرسون ونجوم الرياضة إيان ثورب (سباحة) وليز إليس (كرة الشبكة) ومارك ويبر (الفورمولا 1) وستيف وو (لعبة الكريكيت) للمساعدة في الترويج للترشيح.

## شركاء الترشيح الرسميون
- شركة الطيران كانتاس؛[52]
- منظمة سيسكو؛[53]
- شركة برايس ووترهاوس كوبرز.[54]